# Westelijke Meer
Het Westelijke Meer (Xī Hú, 西湖) is een meer gelegen in de Chinese stad Hangzhou. Het is beroemd om zijn natuurschoon, en de vele historische bezienswaardigheden, zoals tuinen, paviljoenen en pagodes. In 2011 is het opgenomen in de Werelderfgoedlijst van UNESCO.
Het Westelijk Meer heeft een grote invloed gehad op landschapsarchitectuurontwerpen in het Verre Oosten; de kenmerken ervan zijn vaak geïmiteerd door andere paleizen en tuinen, zoals onder andere het Kunming Meer bij het Zomerpaleis in Beijing, de centrale vijvers van de Kyu Shiba Rikyu tuinen en de Koishikawa Kōrakuen tuinen in Tokio, Japan.
Het meer heeft door de industrialisatie en urbanisatie in de omgeving te maken gehad met vervuiling. Met goed gevolg is de overheid projecten gestart om het Westelijk Meer schoner te maken en de ecologische waarde te herstellen. Een onderzoek uit 2023 wees uit dat er 36 vissoorten in het meer zwemmen en dat het aantal vogelsoorten dat het meer als overwinterplaats en/ of permanente habitat uitkiezen is toegenomen.
- Library of Congress Control Number: n2008066214
- Nationale Bibliotheek van Tsjechië: ge591219
- Nationale Bibliotheek van Israël: 987007553494205171
- Virtual International Authority File: 316747070

Chinese Muur · Heilige berg Taishan · Verboden Stad · Paleis van Mukden · Mogaogrotten · Mausoleum van de eerste Qin-keizer · Vindplaats van de Pekingmens in Zhoukoudian · Berglandschap van Huang Shan · Jiuzhaigou-vallei · Huanglong · Wulingyuan · Bergresidentie en afgelegen tempels van Chengde · Tempel en begraafplaats van Confucius en het huis van de familie Kong in Qufu · Oud gebouwencomplex in de Wudangbergen · Historisch ensemble van het Potala-paleis in Lhasa · Jokhangtempel · Norbulingkatempel · Nationaal park Lushan · Landschap rond de berg Emei, inbegrepen het gebied van de Grote Boeddha van Leshan · Oude stad Lijiang · Oude stad Pingyao · Suzhou · Zomerpaleis, een keizerlijke tuin in Peking · Tempel van de hemel, een keizerlijk offeraltaar in Peking · Rotssculpturen van Dazu · Wuyigebergte · Oude dorpen in zuidelijk Anhui - Xidi en Hongcun · Keizerlijke paleizen van de Ming- en Qing-dynastieën in Peking en Shenyang · Grotten van Longmen · Qingcheng en Dujiangyan-irrigatiesysteem · Grotten van Yungang · Beschermd gebied van drie parallelle rivieren in Yunnan · Hoofdsteden en graven van het oude koninkrijk Koguryo · Historisch centrum van Macau · Reservaten van de reuzenpanda in Sichuan · Yinxu · Diaolou en dorpen in Kaiping · Zuid-Chinese karstlandschap · Tulou in Fujian · Nationaal park Sanqingshan · Wutai Shan · Cultuurlandschap van het Westelijke Meer van Hangzhou · Tian Shan in Xinjiang · Cultuurlandschap van rijstterrassen van de Hani in Honghe · Het Grote Kanaal · Zijderoute: het wegennetwerk van de Chang'an-Tiensjancorridor · Sites van de Tusi · Cultuurlandschap met rotstekeningen van Zuojiang Huashan · Hubei Shennongjia · Qinghai Hoh Xil · Gulangyu: een historische internationale nederzetting · Fanjingshan · Archeologische ruïnes van de stad Liangzhu · Trekvogelreservaten langs de kust van de Gele Zee en de Golf van Bohai · Quanzhou